# Municipio de Nokomis (Illinois)
El municipio de Nokomis (en inglés: Nokomis Township) es un municipio ubicado en el condado de Montgomery en el estado estadounidense de Illinois. En el año 2010 tenía una población de 2939 habitantes y una densidad poblacional de 31,17 personas por km².

## Geografía
El municipio de Nokomis se encuentra ubicado en las coordenadas 39°17′54″N 89°18′56″O / 39.29833, -89.31556. Según la Oficina del Censo de los Estados Unidos, el municipio tiene una superficie total de 94.3 km², de la cual 94,28 km² corresponden a tierra firme y (0,03 %) 0,03 km² es agua.

## Demografía
Según el censo de 2010, había 2939 personas residiendo en el municipio de Nokomis. La densidad de población era de 31,17 hab./km². De los 2939 habitantes, el municipio de Nokomis estaba compuesto por el 98,3 % blancos, el 0,17 % eran afroamericanos, el 0,14 % eran amerindios, el 0,17 % eran asiáticos, el 0,34 % eran de otras razas y el 0,88 % eran de una mezcla de razas. Del total de la población el 0,92 % eran hispanos o latinos de cualquier raza.